# Station Baborówko
Station Baborówko is een spoorwegstation in de Poolse plaats Baborówko.